# Vùng Nữ Hướng đạo châu Phi (WAGGGS)

Bản đồ các thành viên và thành viên triển vọng của Vùng Nữ Hướng đạo châu Phi (WAGGGS)

Vùng Nữ Hướng đạo châu Phi là văn phòng vùng của Hội Nữ Hướng đạo Thế giới phục vụ Nữ Hướng đạo tại hạ-Sahara Phi châu và các đảo lân cận mà được công nhận là thành viên của Hội Nữ Hướng đạo Thế giới.
Vùng này là đồng nhiệm của Vùng Hướng đạo châu Phi của Tổ chức Phong trào Hướng đạo Thế giới.